# Classe Boris Tchilikine
 (décembre 2018).
Si vous disposez d'ouvrages ou d'articles de référence ou si vous connaissez des sites web de qualité traitant du thème abordé ici, merci de compléter l'article en donnant les références utiles à sa vérifiabilité et en les liant à la section « Notes et références ».
La Classe Boris Tchilikine est une classe de navire ravitailleur pétrolier de la marine russe. Il s'agit d'un dérivé des pétroliers civils de type Veliky Oktyab. L'Ivan Boubnov et le Genrikh Gassanov on était livré sans armement. Les autres ont vue leur armement (considéré comme obsolète) débarqué mais on conservé les emplacements.

## Bâtiments
La classe est formée de 6 navires, 5 en subsistent en 1997, seulement 3 en service en 2017.
Flotte du Pacifique : 31e brigade d'appui naval
- Boris Boutoma entré en service en 1978
- Vladimir Koletchitski entré en service en 1972, désarmé en 2012

Flotte du Nord : 16e brigade d'appui naval
- Genrikh Gassanov entré en 1977[2] selon les sources, désarmé en 2015
- Sergueï Ossipov entré en service 1973

Flotte de la Mer Noire : 472e brigade d'appui naval
- Ivan Boubnov armée en 1974[3]  selon les sources

Le Boris Tchilikine, navire de tête de la classe, entré en service en 1970, a été transféré à l'Ukraine en 1997 et désarmé en 2004.